# Leucania obusta
Leucania obusta là một loài bướm đêm trong họ Noctuidae.